# بيساجويرو
بلدية بيساجويرو (بالإسبانية: Pesaguero)‏، هي إحدى بلديات منطقة كانتابريا, المصنفة على أنها مقاطعة أيضاً، في شمال إسبانيا.
يبلغ عدد سكانها 394 نسمة وفقاً لإحصائية سنة (2002).